# Eyralpenus
Eyralpenus is een geslacht van vlinders van de familie spinneruilen (Erebidae), uit de onderfamilie Arctiinae.

## Soorten
- E. atricrures (Hampson, 1916)
- E. diplosticta (Hampson, 1900)
- E. inconspicua (Rothschild, 1910)
- E. meinhofi (Bartel, 1903)
- E. melanocera (Hampson, 1916)
- E. metaxantha (Hampson, 1920)
- E. postflavida (Rothschild, 1933)
- E. scioana (Oberthür, 1880)
- E. sublutea (Bartel, 1903)
- E. testacea (Walker, 1855)
- E. trifasciata (Holland, 1892)